# Джонс, Марк (футболист, 1933)
Марк Джонс (англ. Mark Jones; 15 июня 1933, Умуэлл, Саут-Йоркшир, Англия — 6 февраля 1958, Мюнхен, ФРГ) — английский футболист, центральный хавбек. С 1950 года играл за английский клуб «Манчестер Юнайтед», был одним из знаменитых «малышей Басби». Один из восьмерых футболистов «Манчестер Юнайтед», погибших 6 февраля 1958 года во время авиакатастрофы в Мюнхене.

## Биография
Родился в Умуэлле, неподалёку от Барнсли, Саут-Йоркшир, в 1933 году. В 1950-е годы был основным центральным хавбеком «Манчестер Юнайтед». Выиграл с клубом две чемпионские медали Первого дивизиона.
Он пропустил финал Кубка Англии 1957 года из-за травмы глаза («Юнайтед» уступил в этом матче «Астон Вилле» со счётом 2:1). По ряду источников, его хотели вызвать в сборную Англии, но этому так и не суждено было сбыться, так как в 1958 году он погиб в авиакатастрофе.
Джонса похоронили в родном городе. У него осталась жена Джун и двухлетний сын, Гари. Через четыре месяца после гибели Джонса у его жены родилась дочь, Линн. Позднее Джун во второй раз вступила в брак с мужчиной по имени Герберт Баркер. Джун умерла в декабре 2007 года.

## Достижения
Манчестер Юнайтед
- Чемпион Первого дивизиона (2): 1955/56, 1956/57
- Обладатель Суперкубка Англии: 1956
- Итого: 3 трофея

## Статистика выступлений
| Клуб              | Сезон            | Лига | Лига | Кубок Англии | Кубок Англии | Кубок чемпионов | Кубок чемпионов | Суперкубок Англии | Суперкубок Англии | Итого | Итого |
| Клуб              | Сезон            | Игры | Голы | Игры         | Голы         | Игры            | Голы            | Игры              | Голы              | Игры  | Голы  |
| ----------------- | ---------------- | ---- | ---- | ------------ | ------------ | --------------- | --------------- | ----------------- | ----------------- | ----- | ----- |
| Манчестер Юнайтед | 1950/51          | 4    | 0    | 0            | 0            | -               | -               | 0                 | 0                 | 4     | 0     |
| Манчестер Юнайтед | 1951/52          | 3    | 0    | 0            | 0            | -               | -               | 0                 | 0                 | 3     | 0     |
| Манчестер Юнайтед | 1952/53          | 2    | 0    | 0            | 0            | -               | -               | 0                 | 0                 | 2     | 0     |
| Манчестер Юнайтед | 1953/54          | 0    | 0    | 0            | 0            | -               | -               | 0                 | 0                 | 0     | 0     |
| Манчестер Юнайтед | 1954/55          | 13   | 0    | 0            | 0            | -               | -               | 0                 | 0                 | 13    | 0     |
| Манчестер Юнайтед | 1955/56          | 42   | 1    | 1            | 0            | -               | -               | 0                 | 0                 | 43    | 1     |
| Манчестер Юнайтед | 1956/57          | 29   | 0    | 4            | 0            | 6               | 0               | 1                 | 0                 | 40    | 0     |
| Манчестер Юнайтед | 1957/58          | 10   | 0    | 2            | 0            | 4               | 0               | 0                 | 0                 | 16    | 0     |
| Всего за карьеру  | Всего за карьеру | 103  | 1    | 7            | 0            | 10              | 0               | 1                 | 0                 | 121   | 1     |